# Etos niepodległościowy Polonii amerykańskiej

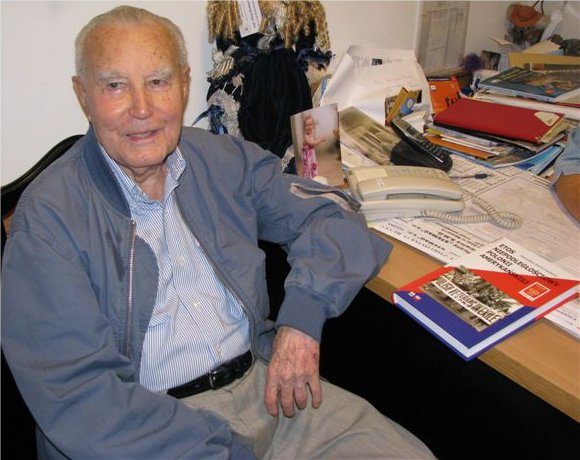
Władysław Zachariasiewicz (Busko-Zdrój, 26.07.2008)

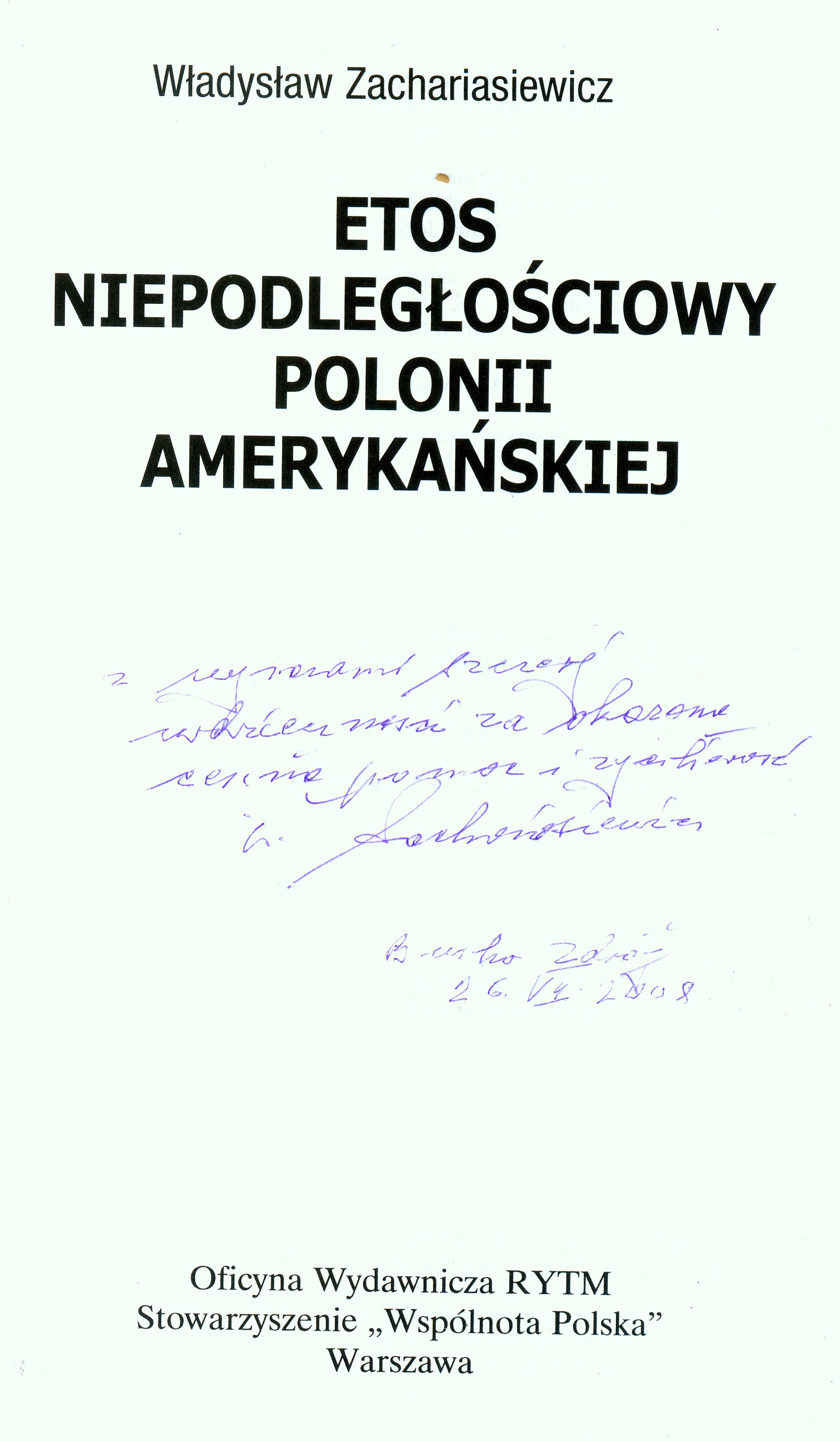
Dedykacja Władysława Zachariasiewicza w książce pt. Etos niepodległościowy Polonii amerykańskiej; Oficyna Wydawnicza „Rytm” – Stowarzyszenie „Wspólnota Polska”, Warszawa 2005

Etos niepodległościowy Polonii amerykańskiej – książka napisana przez Władysława (Waltera) Zachariasiewicza (ur. 1911), polskiego działacza polonijnego w Stanach Zjednoczonych, weterana II wojny światowej i więźnia łagrów sowieckich, opublikowana w 2005 w Warszawie, nakładem Oficyny Wydawniczej RYTM i Stowarzyszenia „Wspólnota Polska”.
Książka powstała z inicjatywy „Wspólnoty Polskiej”, Stanowi wyczerpujące kompendium wiedzy o działalności Polonii amerykańskiej w XX wieku. Autor przybliża szereg amerykańskich organizacji polonijnych, pokazując ich osiągnięcia i działania polityczno-społeczne, związane z walką o niepodległość państwa polskiego i propagandą władz PRL-u, pomocą uchodźcom politycznym zza żelaznej kurtyny, czy reprezentacją interesów polskich w instytucjach rządowych USA.
Książka powstała w oparciu o źródła archiwalne, relacje działaczy polonijnych, a także wspomnienia osobiste Zachariasiewicza.
- ISBN 83-7399-138-7, ISBN 83-88416-27-8.
- Format 176x250 mm. s. 368
- Rok wydania: 2005
- Oprawa twarda

## Odbiór
Kazimierz Braun w recenzji książki dla The Polish Revew napisał, że jest to ważna pozycja, która bardzo jasno przedstawia historię i ideę Polonii amerykańskiej.

## Zawartość książki
- Andrzej Pomian, O autorze
- Rola Polonii amerykańskiej w zmaganiach o niepodległość Polski
  - Niezłomna postawa zjednoczonej Polonii
  - Powojenne fale uchodźcze
- Komitet Narodowy Amerykanów Polskiego Pochodzenia (National Committee of Americans of Polish Descent)
- Rada Polonii Amerykańskiej (American Relief for Poland)
- Kongres Polonii Amerykańskiej i powojenna strategia mocarstw zachodnich
  - Pokolenia emigracyjne wierne Polsce
  - Wrzesień 1939
  - KNAPP
  - Na drodze do powołania Kongresu Polonii Amerykańskiej
  - Historyczna konwencja w Buffalo
  - Dwuznaczna gra Roosevelta
  - Posłanie do Narodu Polskiego
  - Zwycięstwo militarne i klęska polityczna ostatniej wojny
  - Przemówienie Winstona Churchilla w Westminster – początek „zimnej wojny”
  - Doktryna Trumana
  - Doktryny powstrzymywania i wyzwolenia
  - Zbrodnia katyńska
  - Komitet Spraw Polskich
  - Polonia Świata
  - Pomoc uchodźcom
  - Millenium Polski
  - Oficjalna wypowiedź Poczmistrza Generalnego Lawrence O’Brien
  - Protest reżimowej ambasady
  - Zwycięska „zimna wojna”
  - Batalia w obronie granicy zachodniej
  - Dzień Polsko-Amerykański w Departamencie Stanu
  - Charytatywna Fundacja Kongresu Polonii Amerykańskiej
  - Pomoc humanitarna dla Polaków na Wschodzie
  - Stan wojenny
  - Bestialskie morderstwo księdza Jerzego Popiełuszki
  - „Miesiąc Polskiego Dziedzictwa”
  - Dialog polsko-żydowski
  - NATO – wielka karta Kongresu
- Czołowe patriotyczne organizacje bratniej pomocy
  - Związek Narodowy Polski (Polish National Alliance)
  - Zjednoczenie Polskie Rzymsko-Katolickie w Ameryce (Polish Roman Catholic Union Of America)
  - Związek Polek w Ameryce (Polish Women’s Alliance in America)
  - Sokolstwo Polskie w Ameryce (Polish Falcons of America)
- Organizacje weterańskie
  - Polskie Siły Zbrojne w ostatniej wojnie
  - Stowarzyszenie Weteranów Armii Polskiej (SWAP) (Polish Army Veterans Association)
    - Pomoc inwalidom
    - SWAP w okresie II wojny światowej

  - Stowarzyszenie Polskich Kombatantów w Stanach Zjednoczonych (Polish Combatants Association)
  - Stowarzyszenie Lotników Polskich (Polish Air Force Association)
  - Koła Żołnierzy Armii Krajowej (Polish Home Army Association)
  - Związek Oficerów Polskiej Marynarki Wojennej i Handlowej (Polish Navy and Merchant Marine Association)
  - Polski Legion Weteranów Amerykańskich (Polish Legion of American Veterans – PLAV)
  - Liga Morska w Ameryce (Sea League in America)
- Związek Harcerstwa Polskiego w Stanach Zjednoczonych (Polish Scouting Organization in the United States)
- Duszpasterstwo Polskie
  - Zmiany pokoleniowe i demograficzne
  - Wskazania naszego Wielkiego Rodaka, Ojca Świętego Jana Pawła II
  - Polskie i polsko-amerykańskie parafie
  - Towarzystwo Chrystusowe dla Polonii Zagranicznej (Society of Christ for World-Wide Polonia)
  - Apostolat Polski (Polish Apostolate)
  - Polsko-Amerykańskie Stowarzyszenie Księży (Polish American Priests Association)
  - Zakłady Naukowe w Orchard Lake (Orchard Lake Schools in Michigan)
  - Sanktuarium Matki Boskiej Częstochowskiej w Doylestown, Pensylwania (Shrine of Our Lady of Czestochowa in Doylestown, PA)
  - Polsko-Amerykański Komitet Ufundowania Domu Polskiego Jana Pawła II w Rzymie (Polish American Committee to Establishment the John Paul II Foundation to Rome)
    - Geneza Domu Polskiego w Rzymie
    - Władze Komitetu
    - List kongresmena Clementa Zabłockiego do Ojca Świętego
    - Odpowiedź Ojca Świętego
    - Szybki rozwój akcji
    - Spotkanie z ks. Przydatkiem w Rzymie
    - Wypady do Rzymu
    - Zakończenie kampanii
    - Uroczyste wręczenie DOMU Ojcu Świętemu
    - Uroczystość poświęcenia DOMU
    - Przemówienie Ojca Świętego

  - Ustanowienie Fundacji Jana Pawła II w Rzymie
    - Dom Polski Jana Pawła II w Rzymie
    - Ośrodek Dokumentacji i Pontyfikatu Jana Pawła II
    - Polski Instytut Kultury Chrześcijańskiej
    - Koła Przyjaciół Fundacji Jana Pawła II
    - Dom Polski Jana Pawła II w Lublinie

  - Towarzystwo Przyjaciół Katolickiego Uniwersytetu Lubelskiego w Chicago (Association of Friends of the Catholic Lublin University in Chicago)
- Prasa polonijna i polskie programy radiowe
- Polsko-Amerykański Komitet Imigracyjny i Pomocowy w Nowym Jorku (Polish-American Immigration and Relief Committee in New York)
  - Początki
  - Zmiany organizacyjne
  - Sprawy azylowe
  - Dramat marynarza Ryszarda Eibela
  - Akcja ustawodawcza
  - Współpraca personelu z władzami Komitetu
  - Wizytacja polskich ośrodków uchodźczych w Europie
  - Misja do Republiki Chińskiej (Tajwan)
  - Ucieczka pilotów Jareckiego i Jaźwińskiego
  - Akredytacja w Departamencie Stanu
  - Osoby pozbawione możliwości emigracji
  - Sprawa Mariana Sykurskiego
  - Wizytacja europejskich placówek Komitetu
  - Finanse
  - Piętnastolecie Komitetu
  - Zmiana na stanowisku dyrektora
  - Śmierć założyciela i prezesa Komitetu
- Delegatura RP i Skarb Narodowy w Stanach Zjednoczonych
- Oddział nowojorski „Radia Wolna Europa”
- Zgromadzenie Europejskich Narodów Ujarzmionych (Assembly of Captive Europen Nations)
- Północno-Amerykańskie Studium Spraw Polskich (The North American Study Center for Polish Affairs)
- Polskie Stowarzyszenie Byłych Więźniów Politycznych Niemieckich i Sowieckich Obozów Koncentracyjnych (Polish Association of Former Political Prisoners of German and Soviet Concentration Camps)
- Polski Związek Sybiraków w Ameryce (Polish Siberian Survivors Association in the United States)
- „Bratnia Pomoc” w Nowym Jorku (Polish Assistance Committee in New York)
- Komitet Pomocy Niewidomym w Polsce (Committee for the Blind in Poland)
- Organizacje i instytucje kulturalne
  - Fundacja Kościuszkowska w Nowym Jorku (The Kosciuszko Foundation in New York)
  - Polski Instytut Artystyczny i Naukowy w Nowym Jorku (The Polish Institute of Arts and Science in America)
    - Tradycje Polskiej Akademii Umiejętności
    - Wobec nowej rzeczywistości
    - Zasłużeni dla Instytutu
    - PIN wobec zmian politycznych w Polsce

  - Instytut Józefa Piłsudskiego w Nowym Jorku (Józef Piłsudski Institute of America)
    - Zbiory archiwalne i biblioteczne
    - Działalność naukowa i popularyzatorska
    - Ta sama rola – te same cele

  - Polsko-Amerykańskie Towarzystwo Historyczne (Polish American Historical Association – PAHA)
  - Amerykańska Rada Polsko-Amerykańskich Klubów Kulturalnych (American Council of Polish Cultural Clubs)
    - Konwencje
    - Konwencja w Polsce
    - Gen. John Shalikashvili honorowym gościem konwencji
    - Przemówienie gen. Johna Shalikashvili w Las Vegas
    - Uroczystość Kościuszkowska w Katedrze Wawelskiej
    - Rezolucja Amerykańskiego Kongresu
    - Problem z datą uroczystości
    - List Metropolity Krakowskiego ks. Kardynała Karola Wojtyły
    - W hołdzie Norwidowi
    - Dwóchsetlecie Stanów Zjednoczonych
    - Incydent z Kopernikiem
    - Autorytet Klubów – briefing w Białym Domu
    - Konkurs Artystyczny Adama Styki
    - Program młodych przywódców polsko-amerykańskich
    - Amerykańskie Centrum Kultury Polskiej w Waszyngtonie

  - Amerykański Instytut Kultury Polskiej w Miami i Fundacja Chopinowska w Stanach Zjednoczonych (The American Institute of Polish Culture in Miami and Chopin Foundation in the United States)
  - Nowojorska Fundacja Alfreda Jurzykowskiego (Alfred Jurzykowski Foundation in New York)
  - Fundacja Kopernikowska w Filadelfii (Copernicus Foundation in Philadelphia)
  - Fundacja Krzyżanowskiego w Filadelfii, Pa (The Krzyżanowski Foundation in Philadelphia)
  - Muzeum Polskie w Ameryce (The Polish Museum in America)
  - Centralne Archiwum i Muzeum Polonii w Orchard Lake (Polish American Archives and Museum in Orchard Lake)
  - Fundacja Sztuki i Kultury Polskiej w San Francisco (The Polish Arts and Cultural Foundation in San Francisco)
  - Polska Kulturalna Fundacja w Clark, New Jersey (Polish Cultural Foundation in Clark New Jersey)
  - Polskie Szkoły Dokształcające (Polish Studies Supplementary Schools)
  - Zrzeszenie Nauczycieli Polskich w Ameryce (Association of Polish Teachers in America)
  - Związek Śpiewaków Polskich w Ameryce (Polish Singers Alliance in the United States)
  - Zespół Artystyczny „Lira” w Chicago (The „Lira” Ensemble in Chicago)
  - Polsko-Słowiańskie Centrum w Nowym Jorku (Polish Slavic Center in New York)
  - I Polsko-Słowiańska Federalna Unia Kredytowa (Polish and Slavic Federal Credit Union)
  - Legion Młodych Polek (Legion of Young Polish Women)
  - Zjednoczenie Polaków w Ameryce (United Poles in America)
  - Zrzeszenie Polskich Studentów w Stanach Zjednoczonych (Polish American Students Association in the United States)
  - Polski Uniwersytet Ludowy w Filadelfii (Polish Popular University in Philadelphia)
  - Biblioteka Polska w Waszyngtonie (Polish Library in Washington)
- Stowarzyszenia zawodowe
  - Związek Lekarzy Polskich w Chicago (Polish Medical Association in Chicago)
  - Stowarzyszenie Lekarzy Polskich „Medicus” w Nowym Jorku (Medicus – Polish-American Medical Society in New York)
  - Polsko-Amerykańskie Stowarzyszenie Zdrowia w Waszyngtonie (Polish American Health Association in Washington)
  - Polsko-Amerykański Związek Inżynierów w Chicago (Polish-American Engineers Association)
  - Stowarzyszenie Inżynierów i Techników Polskich w Stanach Zjednoczonych („Polonia Technica” in the United States)
- Organizacje regionalne
  - Związek Podhalan w Ameryce (Polish Highlanders Alliance in America)
  - Związek Klubów Polskich w Chicago (Association of Polish Clubs in Chicago)
- Stowarzyszenie Polskich Filatelistów „Polonus” (Polonus Philatelic Society)
  - Światowa Wystawa Kopernikowska
- Słowo końcowe
  - Kluczowa rola Biura w Waszyngtonie
- Od autora
- Bibliografia
- Indeks nazwisk